# Roman Jerjomenko
Roman Aleksejevitsj Jerjomenko (Russisch: Рома́н Алексеевич Ерёменко) (Moskou, 19 maart 1987) is een in Rusland geboren voetballer die in 2007 debuteerde in het Fins voetbalelftal. Hij speelt bij voorkeur als centrale middenvelder. Jerjomenko tekende in augustus 2014 een vierjarig contract bij CSKA Moskou, dat hem overnam van Roebin Kazan. Voordien speelde hij achtereenvolgens voor FF Jaro, Udinese Calcio, AC Siena en FC Dynamo Kiev. Roman is een zoon van ex-voetballer Aleksej Jerjomenko sr. en broer van voetballer Aleksej jr.. Jerjomenko werd in 2011 verkozen tot Fins voetballer van het jaar.

## Clubcarrière
Jerjomenko begon zijn carrière bij FF Jaro, nadat zijn vader er gedurende zijn carrière lange tijd voetbalde. Hij maakte zijn debuut voor de club in 2004 op zeventienjarige leeftijd. Een jaar later was hij al een basisspeler bij Jaro. In 2006 vertrok hij naar Italië, waar hij een contract tekende bij Udinese Calcio. Omdat hij daar als een speler voor de toekomst werd beschouwd kreeg hij amper speelkansen. Daarom werd Roman in de terugronde van 2006/2007 verhuurd aan AC Siena waar hij regelmatig mocht invallen. Maar ook na zijn terugkeer kon hij niet rekenen op meer speelgelegenheid bij Udinese.
In seizoen 2008/09 werd hij verhuurd aan FC Dynamo Kiev. Bij deze ploeg werd hij wel in het basiselftal opgenomen. Na afloop van dat seizoen trok Dynamo Kiev hem definitief aan. De ploeg betaalde vijf miljoen euro voor Roman. In 2009 won hij met Kiev de landstitel. Daarnaast debuteerde hij met deze club ook in de Champions League.

## Doping
Jerjomenko speelde op 14 september 2016 met CSKA Moskou tegen Bayer 04 Leverkusen, in de Champions League. Nadien werd hij bij een dopingcontrole positief bevonden op cocaïne. Hiervoor werd hij in november 2016 voor twee jaar geschorst, een straf die met terugwerkende kracht inging op 6 oktober 2016.
In augustus 2018 maakte hij de overstap naar Spartak Moskou waar hij in oktober, na afloop van zijn schorsing, debuteerde.

## Interlandcarrière
Hoewel Jerjomenko geboren is in Rusland komt hij uit voor de Finse nationale ploeg. Nadat hij met zijn familie lange tijd in Finland verbleef, verwierf hij in 2003 de Finse nationaliteit. Op 6 juni 2007 maakte hij zijn debuut voor Finland in de interland tegen België. Ook zijn broer Aleksej jr. komt uit voor de Finse nationale ploeg.

## Erelijst
FC Dynamo Kiev
- Vysjtsja Liha

2009
- Oekraïense Supercup

2009
 Roebin Kazan
- Russische supercup

2012